# Naraku
Naraku (奈落) kitalált szereplő Takahasi Rumiko InuYasha című manga- és animesorozatában.